# Celina Mikolajczak
| 5256 Farquhar     | 11 luglio 1988 |
| 5280 Andrewbecker | 11 agosto 1988 |

Celina Mikolajczak (...) è un'astronoma statunitense.
Il Minor Planet Center le accredita la scoperta di quattro asteroidi, effettuate nel 1988, in collaborazione con altri astronomi: Eleanor Francis Helin e Robert Francis Coker.
Ha inoltre scoperto la supernova SN1989N.